# Etimesgut Belediyespor
Etimesgut Belediyespor is een Turkse voetbalclub uit Ankara, gelegen in Centraal-Anatolië. Het stamnummer is 010597. De thuiswedstrijden worden gespeeld in het Etimesgut Belediyesi Atatürk stadion, dat plaats heeft voor 3.000 toeschouwers. Naast de voetbalbranche kent de club de volgende takken; tennis, tafeltennis, judo en boksen.

Ankara ligt in Centraal-Anatolië.

## Bekende (ex-)spelers
- Murat Hacıoğlu